# Lorenzo Camerano
Lorenzo Camerano (Biella, 9 aprile 1856 – Torino, 22 novembre 1917) è stato un biologo, entomologo ed erpetologo italiano.

## Biografia
Nato a Biella nel 1856, dopo un periodo di studi a Bologna si trasferì a Torino diplomandosi al Liceo Classico Vincenzo Gioberti.
Tra il 1871 e il 1873 fu allievo del pittore Fontanesi presso l'Accademia Albertina, ed iniziò quindi a collaborare come disegnatore con il Museo di Zoologia di Torino, allora diretto da Michele Lessona.  Il fascino esercitato dalla personalità del naturalista spinse Camerano ad iscriversi all'Università di Torino presso la quale nel 1878 si laureò in scienze naturali.
Ottenne poi in qualità di assistente l'affidamento di vari insegnamenti, tra i quali entomologia, anatomia degli insetti ed embriologia, e nel 1880 venne nominato docente universitario.
Sposò quindi Luigia, la figlia del Lessona, alla cui famiglia Camerano era legato fin dalla giovinezza da vincoli di amicizia.
Nel 1889 fu chiamato a insegnare zoologia e anatomia presso l'Università di Cagliari ma fece presto ritorno a Torino dove tra il 1890 e il 1915 ricoprì l'incarico di professore straordinario di anatomia comparata e quello di direttore del Museo di anatomia della locale università.
Tra il 1907 e il 1910 fu rettore dell'ateneo del capoluogo piemontese; il 4 aprile del 1909 fu nominato senatore del Regno d'Italia. Appassionato di montagna, fu anche presidente del Club Alpino Italiano dal 1910 al 1916.
Oltre che autore di centinaia di pubblicazioni di argomento naturalistico fu un valido organizzatore dell'attività scientifica piemontese e fondò, tra l'altro, il Bollettino dei Musei di Zoologia ed Anatomia comparata della Regia Università di Torino e un Istituto di Biologia Marina che ebbe sede a Rapallo. Camerano fu inoltre un convinto sostenitore delle idee evoluzionistiche e fu socio di varie istituzioni scientifiche sia italiane che estere.

| Camerano è l'abbreviazione standard utilizzata per le specie animali descritte da Lorenzo Camerano. Categoria:Taxa classificati da Lorenzo Camerano |

## Opere

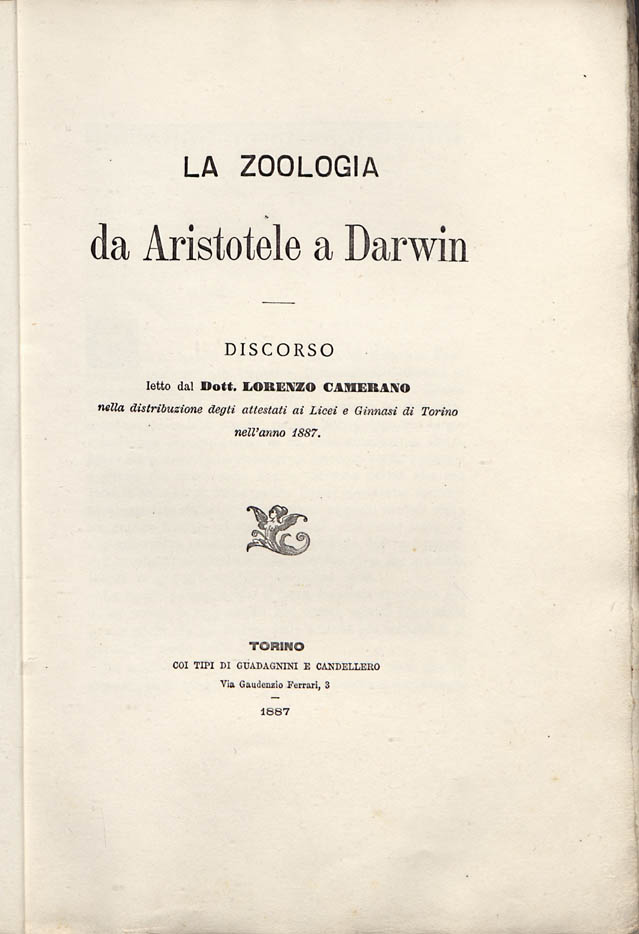
La zoologia da Aristotele a Darwin, 1887

- La zoologia da Aristotele a Darwin, Torino, Guadagnini & Candellero, 1887.

## Forme di vita descritte
- Pelophylax lessonae
- Rupicapra pyrenaica ornata
- Salamandra lanzai
- Spinochordodes tellinii
- Zamenis lineatus